# 金布爾縣 (德克薩斯州)
金布爾縣（英語：Kimble County）位美國德克薩斯州中部偏西南的一個縣。面積3,240平方公里。根据美國2000年人口普查，共有人口4,468人。縣治章克申（Junction）。
成立於1858年1月22日，縣政府成立於1876年1月3日。縣名紀念在阿拉莫戰役中陣亡的喬治·C·金布爾。